# Lissegue
Lissegue est un village de la région du Centre du Cameroun, situé dans la commune de Dibang. 

## Population et développement
La population de Lissegue était de 168 habitants dont 93 hommes et 75 femmes, lors du recensement de 2005.     